# Supercopa de los Países Bajos 2006
La Supercopa de los Países Bajos 2006 (Johan Cruijff Schaal 2006 en neerlandés) fue la 17.ª edición de la Supercopa de los Países Bajos. El partido se jugó el 13 de agosto de 2006 en el Amsterdam Arena entre el PSV Eindhoven, campeón de la Eredivisie 2005-06 y el Ajax de Ámsterdam, campeón de la KNVB Beker 2005-06. Ajax ganó por 3-1 en el Amsterdam Arena frente a 35.000 espectadores.
| PSV Eindhoven     |  | Bandera de los Países Bajos |  | Campeón de la Eredivisie 2005-06               |
| Ajax de Ámsterdam |  | Bandera de los Países Bajos |  | Campeón de la Copa de los Países Bajos 2005-06 |

## Partido
| 13 de agosto de 2006, 18:00 | Ajax de Ámsterdam                     | 3:1 (1:0) | PSV Eindhoven | Amsterdam Arena, Ámsterdam                               |                                                          |
|                             | Rosales 7' · Pérez 69' · Sneijder 81' | Reporte   | 48' Cocu      | Asistencia: 35.000 espectadores Árbitro(s): René Temmink | Asistencia: 35.000 espectadores Árbitro(s): René Temmink |

|                                      |
| Campeón Ajax de Ámsterdam 6.º título |